# Curraha
Curraha, aussi orthographié Curragha (en irlandais, Currach Átha, le gué marécageux) est un petit village à 4,5 km d'Ashbourne et 4 km de Ratoath, dans le comté de Meath, en Irlande, sur la route R155, entre Ratoath et la jonction avec la N2. 
La partie urbanisée se trouve essentiellement dans le townland de Crickstown.
Le territoire de Curraha s'étend de la route en direction de Ratoath avec la frontière, non loin du terrain de Rugby de Ratoath, jusqu'au dépassement de Kilmoon Cross. Il s'étend également du pont Greenpark jusqu'à la N2 (le long de la « tourbière » de Curraha).

## Équipements

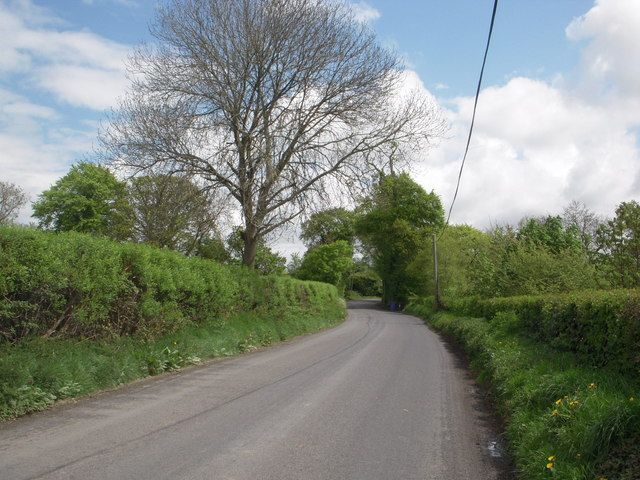
Le virage.

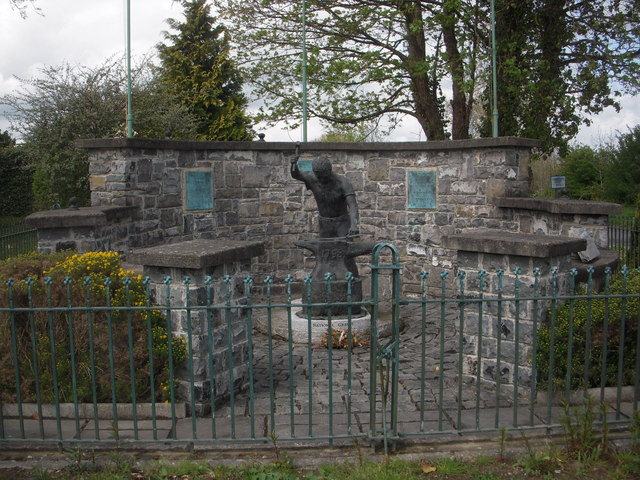
Mémorial à Paud O'Donoghue.

L'école primaire publique, Andrew's National School Curraha, a ouvert ses portes en 1952. 
Curraha possède également une église (St Andrew's Church, construite en 1904), quatre cimetières (Curraha, Crickstown , Kilbrew et Kilmoon), trois magasins locaux, deux pubs (Swan's Bar & Lounge, The Snail Box Bar & Restaurant), un GAA Club (hurling & football) situé au Joe McDermott Park, un club de tennis (situé au parking de l'église de Curraha) et d'autres clubs et organisations tels que Curraha ICA.
L'usine Largo Foods / Perri / Tayto est située à Curraha sur la route de Kilbrew. TaytoPark est également situé à Curraha. 
Une statue commémorant Paud O'Donoghue, un forgeron qui a participé à la rébellion de 1798, se dresse au carrefour de Curraha. Une ballade a été composée sur sa participation à la rébellion.

## Conseil paroissial pastoral de Curraha
Curraha Parish Pastoral Council s'implique le fonctionnement religieux local.  L'organisme gère la vie liturgique et la vie journalière de la paroisse et de ses membres. Un lieu de réunion se trouve dans le périmètre de l'église.[réf. nécessaire]